# Шовда
Шовда (источник, ключ, родник) (чечен. Шовда) — бывшее село в Гудермесском районе Чеченской Республики, ныне квартал села Джалка.

## География
Расположено на правом берегу рек Сунжа и Джалка, на левом берегу реки Белка, на северной стороне железной дороги, на юго-западе от города Гудермес.
Ближайшие населённые пункты: на северо-востоке — село Дарбанхи, на северо-западе — станица Ильиновская, на юге — село Джалка.

## История
В 1977 году Указом Президиума ВС РСФСР поселок лесничества переименован в село Шовда.
По данным на 1990 год село Шовда входило в состав Джалкинского сельсовета, в нём проживало 803 человек.